# Peter Zizka

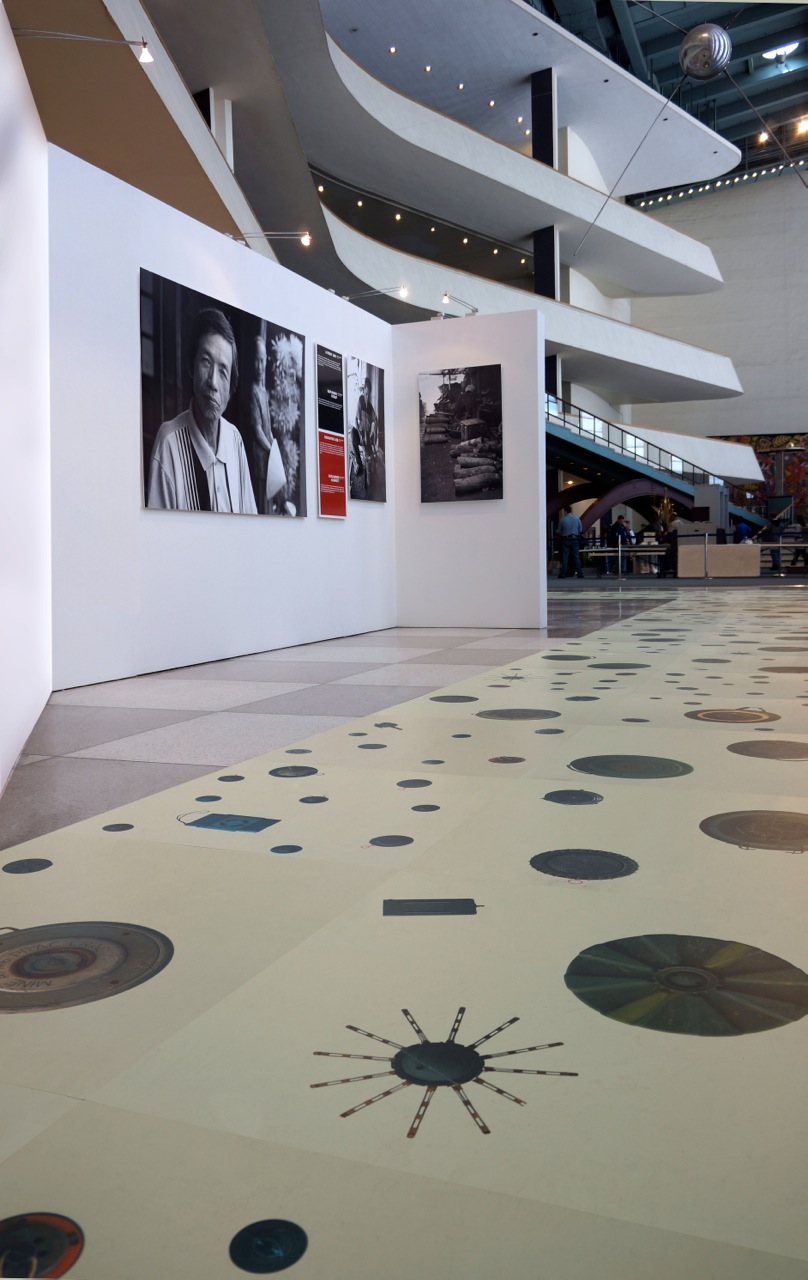
Exhibition „for a Mine-Free World -20 years of the international campaign to Ban Landmines“ in the Main Gallery United Nations of Zizka’s conceptual art installation „virtual minefield“, New York 2013

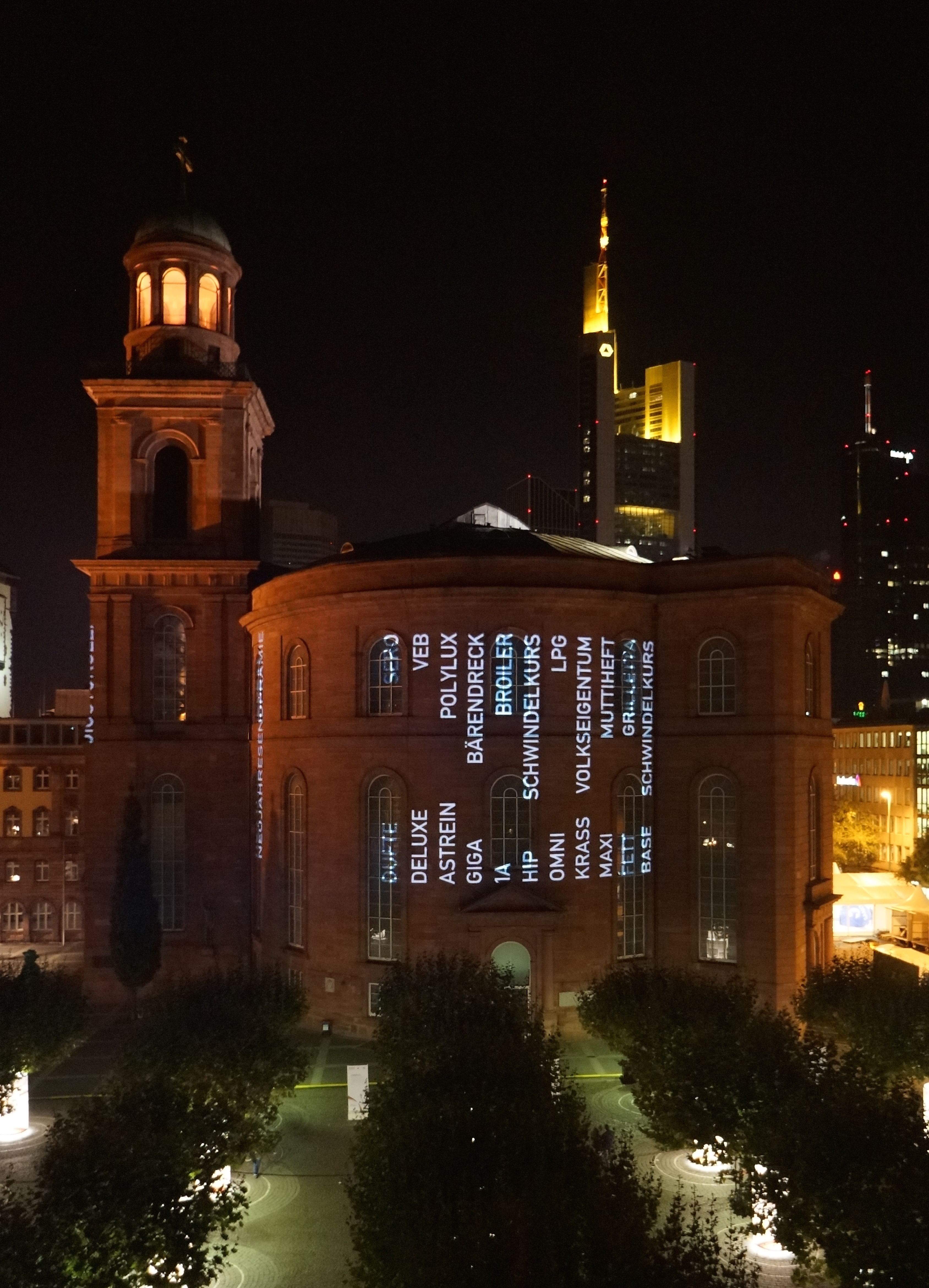
celebrations of 25 years german reunification, typographic Installation of Peter Zizka on the St. Paul’s Church, Frankfurt 2015

Peter Zizka (* 16. Dezember 1961) ist ein deutscher Designer und Konzeptkünstler

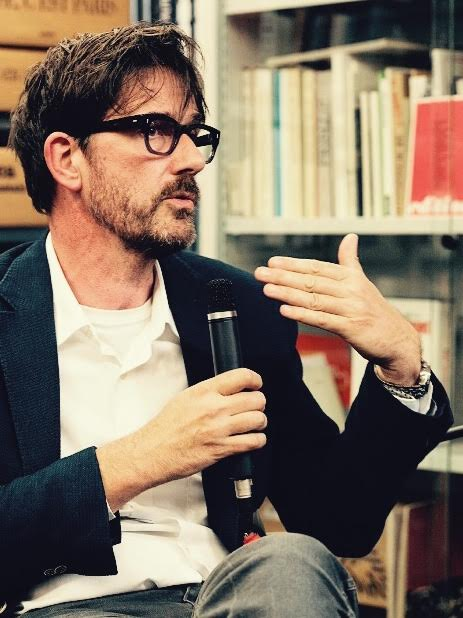
Peter Zizka, Talk on „Value of Design“, Berlin 2016

## Leben
Zizka ist der jüngere Sohn der Sozialpolitikerin Walburga Zizka und Cyril Zizka, der aus einer Prager Schildermalerfamilie stammte. Nach dem Abitur am Goethe-Gymnasium (Frankfurt am Main) absolvierte Zizka eine Ausbildung als Restaurator und studierte anschließend 1983 Grafik, Design und Visuelle Kommunikation an der Hochschule für Gestaltung Offenbach am Main u. a. bei Adam Jankowski. Gleichzeitig besuchte er die Städelschule in Frankfurt und studierte u. a. bei Bruce McLean.
1989 gründete Zizka zusammen mit Achim Heine und Michael Lenz das Gestaltungsbüro Heine/Lenz/Zizka.
Mit Olaf Rahlwes entstand Mitte der 1980er Jahre die Konzeptkunstgruppe Memory, die bis in die frühen 1990er Jahre an der Schnittstelle zwischen Kunst und Design arbeitete. Nach der Trennung von Memory arbeitete Zizka an Projekten im Bereich des gesellschaftsrelevanten Designs und bezog in seinen Arbeiten eine weniger agitative Position als die der Kommunikationsguerilla oder eines Adbusters wie Banksy. Die bekannteste Arbeit aus dieser Zeit ist die Bodeninstallation Virtuelles Minenfeld mit dem Zizka Gold beim europäischen Art Directors Club erhielt. Die Arbeit wurde u. a. in der Kunsthal Rotterdam, im Auswärtigen Amt in Berlin und 2013 in der Main Gallery der United Nations in New York gezeigt. 2008 konnte Zizka den Wettbewerb um das Erscheinungsbild der Kieler Woche für sich entscheiden. 2011 war er nach Konstantin Grcic der zweite designorientierte Praxisstipendiat der Villa Massimo in Rom. Seit 2011 wird die Installation Symbiosis u. a. im Zentrum für Kunst und Medientechnologie (ZKM) in Karlsruhe gezeigt, die sich am Beispiel Burundis mit der weltweiten Small-Arms-Problematik auseinandersetzt. 1,5 Tonnen Waffen aus dem Hutu-Tutsi-Konflikt wurden hierbei unter UN-Aufsicht demilitarisiert und nach Deutschland transportiert. Für den 25. Jahrestag der deutschen Wiedervereinigung 2015 generierte er auf der Frankfurter Paulskirche „Wortfusion“, eine, durch einen randomisierten Algorithmus gesteuerte, „Sprachmaschine“ die typische Sprachelemente aus der ehemaligen DDR und Westdeutschland zu neuen Begriffen fusioniert.
Zizka ist außerdem Kolumnist zum Thema Design für das schweizerische Bilanzmagazin. Für das Museum Angewandte Kunst ist er als freier Kurator tätig.
Zizka lebt und arbeitet in Frankfurt am Main und Berlin.

## Ausgewählte Literatur
- »Egokollektiv. Peter Zizka«, hrsg. von Anna Duque y González und Matthias Wagner K, Verlag der Buchhandlung Walther König, Köln 2018, ISBN 978-3-96098-364-4.
- »Generatives Kopftheater mit demokratischem Design?«, in: Power of Diversity - the crossing lines project, hrsg. von Matthias Rettner Theater der Zeit, Berlin 2018, ISBN 978-3-95749-137-4, S. 96–113.
- »Hostyienpyxis«, in: Vom Verbergen, hrsg. von Matthias Wagner K, Julia Kartesalo, Ausst.-Katalog Museum Angewandte Kunst Frankfurt, Buchhandlung Walther König, Köln 2017, ISBN 978-3-96098-155-8, S. 108–111.
- »Brücken ins Nichts«, in: materialist, Ausgabe 03, 1/2017, S. 60–69.
- »Interview mit Peter Zizka«, in: Erfolgreich als Designer. Designleistungen bewerten und kalkulieren, hrsg. von Joachim Kobuss und Alexander Bretz,  Birkhäuser Verlag, Basel 2017, ISBN 978-3-03821-991-0, S. 328–329.
- »Word Fusion«, in: Event Design Yearbook, hrsg. von Sabine Marines und Janina Poesch, Av edition, Stuttgart 2016,  ISBN 978-3-89986-242-3, S. 212–215.
- »Goldene Umverteilung«, in: Göttlich Golden Genial. Weltformel Goldener Schnitt?, hrsg. von Lieselotte Kugler und Oliver Götze, Ausst.-Katalog Museum für Kommunikation Berlin, München 2016, ISBN 978-3-7774-2689-1, S. 208.
- »Worrying solves nothing for me.«, in: The Happy Show Paper, hrsg. von Matthias Wagner K und Peter Zizka, Ausst.-Katalog Museum Angewandte Kunst Frankfurt, Frankfurt 2016, ISBN 3-88270-118-8, o. S.
- »Der monadische Pixeljongleur und die Frankfurter Schule«, in: Alles neu! 100 Jahre Neue Typografie und Neue Grafik in Frankfurt am Main, Ausst.-Katalog Museum Angewandte Kunst Frankfurt, Verlag AV edition, Stuttgart 2016, ISBN 978-3-89986-246-1, S. 302–305.
- »das gute alte und beste neue«, in: art kaleidoscope 2/2013, Presse und Verlagsgesellschaft für Zeitschriften und Neue Medien, Frankfurt 2013, S. 10.
- »Wir die Kommunikationanimateure«, in: Gestaltcreate, hrsg. von Prof. Bernd Kracke, Verlag AV edition, 2013, S. 174.
- »schrill oder still«, in: beef Magazin für Kommunikation, Deutscher Fachverlag, Frankfurt, 2010, S. 76.
- »Design und Kunst«, in: Design Report 5/09  ISSN 0932-3724
- »Designing The Brand Experience«, mit Texten von Robin Landa, Peter Zizka u. a., Page One Publishing, Beijing/Hong Kong/Singapur 2008, S. 11.
- »Hasta la Vista Baby!«, in: form magazin Nr. 213, Verlag Form, Frankfurt 2008.
- »Peter Zizkas Graphic blows«, in: Form 218/2008  ISSN 0015-7678
- »Wertvolles Dazwischen«, in: Page Design Magazin 06/07, Ebner Verlag, Hamburg, 2007.
- »Der falsche Tritt kann tödlich sein«, in: TAZ, 2. Dezember 2004.
- »Francoforte-7Bello«, hrsg. von Achim Heine, Michael Lenz und Peter Zizka, Schaden Verlag, 2003.
- »Objektive Schönheit«, in: Welt am Sonntag, 24. November 2002.
- »Die Farbe des Geschmacks«, in: Horizont 18/2002.
- »Das Werkzeug als Auge sensibler Stars«, in: Horizont 23/2002.
- »Memory 30 – ein Buch«, Walther König Frankfurt.

## Kuratierte und koordinierte Ausstellungen
2020
- »Anette Lenz: à apropos.«, gemeinsam mit Matthias Wagner K, Museum Angewandte Kunst (Frankfurt am Main).[4]

2019
- » Sagmeister & Walsh: Beauty.«, Museum Angewandte Kunst (Frankfurt am Main), in Kooperation mit dem Museum für angewandte Kunst (Wien).[5]

2016
- »Stefan Sagmeister: The Happy Show«, Museum Angewandte Kunst (Frankfurt am Main). Diese Ausstellung wurde ursprünglich vom Institute of Contemporary Art, Philadelphia organisiert und von Claudia Gould kuratiert.[6]

- »Alles neu! 100 Jahre Neue Typografie und Neue Grafik in Frankfurt am Main«, gemeinsam mit Prof. Dr. Klaus Klemp, Prof. em. Friedrich Friedl und Matthias Wagner K, Museum Angewandte Kunst (Frankfurt am Main).[7]

## Ausgewählte Einzel- und Gruppenausstellungen
2020 / 2021
- »In aller Munde. Von Pieter Bruegel bis Cindy Sherman«, Kunstmuseum Wolfsburg, Wolfsburg[8]

2020
- »Meeting in Language«, Städtische Galerie Delmenhorst, Delmenhorst[9]

2016
- »Unter Waffen. Fire & Forget 2«, kuratiert von Ellen Blumstein, Dr. Daniel Tyradellis und Matthias Wagner K, Museum Angewandte Kunst (Frankfurt am Main), Frankfurt

2015
- »Vom Verbergen«, Museum Angewandte Kunst (Frankfurt am Main), Frankfurt
- »Favorites. Lieblingsstücke aus den privaten Sammlungen von Beckers und Landau«, Galerie Braubachstrasse9, Frankfurt

2013
- »Symbiosis - 1,5 Tonnen globale Verwicklung«, Kunsthalle E-werk, Freiburg
- »For a mine-free world«, Vereinte Nationen, Main Gallery, New York
- »Freie Sicht«, Nassauischer Kunstverein, Wiesbaden

2012
- »Nacht der Villa Massimo«, Martin-Gropius-Bau, Berlin
- »Abwehr. Überlebensstrategien in Natur, Wirtschaft, Politik und Alltag«, Stiftung Charles und Agnes Vögele, Zürich-Pfäffikon

2011
- »Symbiosis - 1,5 Tonnen globale Verwicklung«, ZKM Museum für Neue Kunst (Karlsruhe), Karlsruhe
- »Festa del‘ estate«, Deutsche Akademie Rom Villa Massimo, Rom

2009
- »Krieg und Medizin«, Deutsches Hygiene-Museum, Dresden

2005
- »De soldaat die nooit slaapt«, Kunsthal Rotterdam, Rotterdam
- »Das virtuelle Minenfeld«, Stadthalle (Freiburg im Breisgau), Freiburg
- »Das virtuelle Minenfeld«, Schauspiel Frankfurt, Frankfurt
- Lew Kopelew Forum, Köln

2004
- »Das virtuelle Minenfeld«, Auswärtiges Amt, Lichthof, Berlin

1997
- »Memory« mit Olaf Rahlwes, Kunst Halle St. Gallen, St. Gallen,

Weitere Ausstellungen der Gruppe »Memory« von 1985-1994 u. a. im Fisherman’s Studios, London, Kunstraum Konstantin Adamopulos, Frankfurt, Galerie AK, Hans Sworowski, Frankfurt, Galerie Lukas & Hoffmann, Berlin, Galerie Single 74, Amsterdam, Galerie Vorsetzen, Hamburg und Galerie Schneider, Konstanz.